# اولی کوکر
اولی کوکر (انگلیسی: Oli Coker؛ زادهٔ ۲۰۰۲ یا ۲۰۰۳ (۲۱–۲۲ سال)) بازیکن فوتبال است.